# Эплтон, Джон
Джон Эплтон (11 февраля 1815, Беверли, Массачусетс — 22 августа 1864 или 23 августа 1864, Портленд, Мэн) — американский юрист, политик и дипломат. Первый поверенный в делах США в Боливии, а затем специальный представитель в Великобритании и Российской империи.
В 1851 году он был избран в Конгресс США, представляя 2-й избирательный округ Мэна. Как конгрессмен он стал известен своими ораторскими способностями.
В 1855 году Эплтон был направлен в Лондон в качестве дипломатического посланника для продвижения интересов США в переговорах по окончании Крымской войны. Он вернулся в Соединённые Штаты в 1857 году и был назначен на должность заместителя госсекретаря, которую он занимал в течение следующих трех лет. В этом качестве он начал переговоры с Россией о возможной покупке Аляски. Одновременно он был редактором продемократической газеты The Washington Union, но его карьера была омрачена утверждениями о том, что он использовал эту должность для личной выгоды.
Эплтон был чрезвычайным и полномочным посланником США в России с 1860 года до своей отставки в 1861 году.

## Ранний период жизни: 1815—1844
Джон Эплтон родился в Беверли, штат Массачусетс, 11 февраля 1815 года. Его отец, Джон Уайт Эплтон (1780—1862), был жителем Портленда, штат Мэн; его мать, София Эплтон (урожденная Уильямс) (1786—1860), была из Коннектикута. Эплтон был третьим ребёнком из девяти и провел большую часть детства в Портленде.
Эплтон родился в Беверли, штат Массачусетс, в 1834 году. Он окончил Боудин-колледж и с 1835 по 1836 год учился Покинув Гарвард, он работал адвокатом и редактором газеты, продолжая при этом активное участие в политике Демократической партии. В 1840 году он был назначен нотариусом по завещательным делам округа Камберленд, штат Мэн, а в 1845 году стал заведовать делопроизводством военно-морского департамента США.
В 1830-х годах Эплтон изучал юриспруденцию в Боудин-колледже, получив степень доктора права в 1834 году и продолжая обучение в Гарвардской школе права летом 1835 и 1836 годов. Позднее он работал в юридических фирмах Новой Англии. 20 июня 1837 года Эплтон был принят в коллегию адвокатов в графстве Камберленд, штат Мэн, и впоследствии открыл собственную юридическую практику в Портленде.
В 1838 году Эплтон был назначен главным редактором портлендской газеты Eastern Argus, а в 1840 году и с 1842 по 1844 год он занимал должность регистратора наследственных дел в суде округа Камберленд.
В 1840 году он женился на Сьюзен Ловеринг Додж, а их единственный ребёнок, Эйбен Додж Эплтон, родился в Портленде в 1843 году.

## Политическая карьера: 1845—1864

### Главный делопроизводитель
Помимо юридической практики, Эплтон проявлял постоянный интерес к политике Демократической партии. В 1840-х годах он сотрудничал с губернатором штата Теннесси Джеймсом Полком, который в 1844 году был избран президентом. После инаугурации Полка Эплтон принял предложение министра ВМС США Джорджа Бэнкрофта о вступлении в администрацию в качестве главного делопроизводителя военно-морского флота.

Эплтон сохранял близкие отношения с Полком и даже вёл личный дневник президента во время его поездки по штатам Северо-Востока. Отчет Эплтона об этом турне был позже опубликован в виде 135-страничного тома под названием «Север для Союза» (англ. North for Union). В книге дано описание прогресса в искусстве и промышленности, неодобрительно описана городская культура. Бостон описывается как величественный город, сыгравший важную роль в Войне за независимость, которая позволила Эплтону «почти забыть про его омерзительность» сегодня. Индустриальный Лоуэлл подвергается критике за коммерциализацию и потому, что не способствует «воспитанию республиканского духа и спартанских сердец». Описывая самый большой город региона, Эплтон писал: 
 …Все там [в Нью-Йорке] запутано, и каждый человек там стремится к какой-то эгоистичной цели. Тому, кто медленно ходит по улицам, грозит опасность быть раздавленным, и все так спешат, что, случись что, ни один житель, вероятно, не остановится, чтобы поднять его. 
 26 января 1848 года Эплтон был главным делопроизводителем Государственного департамента, но в марте подал в отставку, когда его назначили первым поверенным в делах США в Боливии. На этой должности Эплтон был вторым по значимости сотрудником Департамента.
В январе 1848 года Эплтон был назначен главным делопроизводителем Государственного департамента, но в марте подал в отставку, когда его назначили первым поверенным в делах США в Боливии. Работа не складывалась, и Эплтон подал в отставку после шести месяцев службы и вернулся на родину, чтобы заняться политикой.

### Поверенный в делах США в Боливии
30 марта 1848 года тогдашний госсекретарь Джеймс Бьюкенен назначил Эплтона временным поверенным в делах США в Боливии, которая незадолго до этого объявила независимость от Перу. Первоначально его задача заключалась в том, чтобы наладить экономические отношения с Боливией, заверить Боливию в доброй воле Соединённых Штатов и помочь в заключении трансграничного договора, по которому порт Арика переходил из-под перуанского под боливийский контроль. Далее Бьюкенен просил Эплтона использовать свое влияние в деле поощрения Боливии к демократии, показав «им пример нашей страны, где все споры решаются с помощью избирательной урны».
Эплтон отправился в Боливию летом 1848 года. Однако его прибытие было отложено сначала из-за кораблекрушения корабля «Онкайе», который доставлял его в Южную Америку, а затем из-за медленного перехода через Анды на пути в Ла-Пас. В октябре он достиг столицы Боливии и обнаружил, что правительство президента Хосе Мигеля де Веласко Франко пытаются свергнуть военные под командованием бывшего военного министра Мануэля Исидоро Бельсу. И де Веласко, и Бельсу утверждали, что стоят во главе государства, но никто из них принимал Эплтона для вручения верительных грамот. Повстанцы Бельсу взяли власть в свои руки спустя 8 недель, и Эплтон смог вступить в должность в декабре.
Уже вступив в должность, Эплтон столкнулся с массой сложностей. В переписке с правительством США он жаловался, что в стране сложный климат, мало североамериканцев и нет дорог. Попытки выполнить указания Бьюкенена о трансграничном договоре с Перу также были отвергнуты, поскольку перуанское правительство не было уведомлено о том, что Эплтон будет выполнять эту задачу, и отказалось вести с ним переговоры. Недовольный, жалуясь на плохое здоровье, Эплтон попросил отозвать его в США. Он подал в отставку 4 мая 1849 года — менее чем через полгода после вступления в должность.

### Избрание в Конгресс
When God shall send his angel to us, Mr. Speaker, bearing the scroll of death, may we be able to bow our heads to his mission with as much gentleness and resignation as marked by the last hours of Daniel Webster.
. В конце 1849 года Эплтон вернулся в Мэн и вновь заинтересовался политической карьерой. 4 марта 1851 года он был избран в Конгресс США 32-го созыва кандидатом от демократов по 2-му округу штата Мэн, получив на 40 голосов больше, чем кандидат от вигов Уильям Фергюсон.
Несмотря на провал в Боливии, Эплтон продолжал интересоваться международными отношениями и работал в Комитете по иностранным делам. Теперь он сосредоточился на европейских делах, занимая консервативную позицию и утверждая, что республиканцы в международных вопросах были мотивированы скорее эмоциями, чем разумом. Для Эплтона европейские республиканские настроения были «похожи на легендарного Фаэтона, [который] страстно выхватывает поводья, безумно уходит с маршрута и почти погружает мир во тьму». Конгрессмен также продемонстрировал талант к ораторскому искусству, выступив с рядом блестящих речей. Его навыки оратора были признаны в декабре 1852 года, когда Конгресс поручил ему прочитать некролог на смерть экс-сенатора и госсекретаря Даниела Уэбстера.

### Посланник в Лондоне
В 1852 году Эплтон отказался баллотироваться на переизбрание в Конгресс. Он вернулся в Мэн, а в феврале 1855 года был назначен дипломатическим посланником в Лондоне, получив задачу вести от имени США переговоры о прекращении Крымской войны. Основной интерес Соединённых Штатов состоял в том, чтобы не допустить включения в повестку переговоров вопрос о запрете на каперство в открытом море. Несмотря на неоднократные усилия, Эплтону не удалось продвинуться в этом деле, и в Парижской декларации о принципах морского международного права (1856) каперство было запрещено. Эплтон оставил пост 16 ноября 1855 года. Предложение Государственного департамента остаться в Лондоне в качестве временного поверенного в делах США также было им отклонено, и в декабре Эплтон вернулся на родину, сразу же приняв участие в президентской кампании Джеймса Бьюкенена (1856).

### Заместитель госсекретаря, посланник в России
После инаугурации Бьюкенена в 1857 году Эдмунд Берк предложил Эплтону возглавить пропрезидентскую газету Washington Union. Через несколько месяцев Эплтон ушел с этой должности по состоянию здоровья. Но уже 4 апреля 1857 года он был назначен заместителем госсекретаря США, и, начиная с его каденции, должность стала второй по важности в Госдепартаменте. В 1858 году Эплтону было предъявлено обвинение в коррупции в связи с причастностью к «публичному хищению печатной продукции»: он использовал свое влияние и должность редактора, чтобы заработать около 10 тыс. долларов (290 тыс. долларов в 2025 году). Эплтон не стал отрицать обвинения.
Находясь на своем посту, он участвовал в предварительных переговорах с Российской империей по поводу предполагаемой покупки Аляски в Вашингтоне. Помимо него, в переговорах участвовали российский представитель Эдуард Стекль и председатель Комитета Сената США по военно-морским делам Уильям М. Гуин. Эплтон и Гуин предложили 5 млн долларов (140 млн долларов в 2025) в 1859 году, но де Стекль настаивал на большей сумме. До президентских выборов 1860 года не было принято никакого решения, и затем обсуждение было отложено на неопределенное время после начала Гражданской войны в США.
Эплтон подал в отставку с поста заместителя госсекретаря 10 июня 1860 года, уже зная о состоявшемся новом назначении (8 июня) на пост чрезвычайного и полномочного посланника США в России. 9 сентября 1860 года он вручил верительные грамоты в Санкт-Петербурге. Эплтон проявил нетерпение по поводу роста влияния Царства Польского, о чём писал в Вашингтон, но не получал особой реакции. Во время встреч с министром внешних сношений А. М. Горчаковым в апреле 1861 года стало ясно, что Россия не признает Конфедерацию, но сохранит с ней торговые связи.
8 июня 1861 года Эплтон вышел на пенсию по состоянию здоровья.
Он умер 22 августа 1864 года и похоронен на кладбище Эвергрин в Портленде.